# The Pied Piper (1942)
The Pied Piper is een Amerikaanse dramafilm uit 1942 geregisseerd door Irving Pichel. De hoofdrollen worden gespeeld door Monty Woolley, Anne Baxter en Roddy McDowall. De film is gebaseerd op het gelijknamige boek van Nevil Shute.
De film werd genomineerd voor drie Oscars, waaronder de Oscar voor beste film. De film wist uiteindelijk geen nominaties te verzilveren.

## Rolverdeling
| Acteur           | Personage         |
| ---------------- | ----------------- |
| Monty Woolley    | Howard            |
| Roddy McDowall   | Ronnie Cavanaugh  |
| Anne Baxter      | Nicole Rougeron   |
| Otto Preminger   | Major Diessen     |
| J. Carrol Naish  | Aristide Rougeron |
| Lester Matthews  | Mr. Cavanaugh     |
| Jill Esmond      | Mrs. Cavanaugh    |
| Ferike Boros     | Madame            |
| Peggy Ann Garner | Sheila Cavanaugh  |
| Merrill Rodin    | Willem            |
| Maurice Tauzin   | Pierre            |
| Fleurette Zama   | Rose              |

## Prijzen en nominaties
| Jaar | Prijs          | Categorie        | Genomineerde(n)  | Uitslag     |
| ---- | -------------- | ---------------- | ---------------- | ----------- |
| 1942 | Academy Awards | Beste film       | Beste film       | Genomineerd |
| 1942 | Academy Awards | Beste acteur     | Monty Woolley    | Genomineerd |
| 1942 | Academy Awards | Beste camerawerk | Edward Cronjager | Genomineerd |